# Щадин, Василий Филиппович
Василий Филиппович Щадин (28 января 1912 — 5 ноября 1979) — участник Великой Отечественной войны, Герой Советского Союза. Командир батальона 702-го стрелкового полка 213-й стрелковой дивизии, лейтенант.

## Биография
Родился 28 января 1912 года в селе Рудня (ныне — Руднянского района Волгоградской области) в семье крестьянина-бедняка. Русский.
Окончил Саратовский педагогический институт в 1938 году и Ташкентское военное пехотное училище в 1942 году. В Красной Армии служил в 1941—1944 годах.
С февраля 1943 года до августа 1944 года сражался на Воронежском, Степном и 2-м Украинском фронтах, командуя взводом противотанковых ружей, стрелковой ротой и батальоном. Принимал участие в Курской битве и освобождении Украины. Дважды тяжело ранен. За боевые отличия награждён двумя медалями.
В 1944 году по состоянию здоровья был уволен из Красной Армии. Жил в городе Балашове Саратовской области.
Умер 5 ноября 1979 года.

## Награды
- Звание Героя Советского Союза с вручением ордена Ленина и медали «Золотая Звезда» (№ 3702) Василию Филипповичу Щадину присвоено 26 октября 1943 года за отвагу и мужество, проявленные при форсировании Днепра, захвате и удержании плацдарма на западном берегу реки.